# شهرک صنعتی شهید رجایی
شهرک صنعتی شهید رجایی (تبریز ۱) یکی از شهرک‌های صنعتی استان آذربایجان شرقی است که در ۲ کیلومتری شهر تبریز واقع شده‌است.